# Edwin S. Porter
Edwin Stanton Porter (Connellsville, Pennsylvania, 1870. április 21. – New York, 1941. április 30.) amerikai filmrendező és producer.

## Életpályája
1896-ban került munkakapcsolatba Edisonnal. 1909-ben megalapította a Defender Picturest. 1912-ben csatlakozott Adolf Zukorhoz, akivel megalapították a Famous Players in Famous Playst, a Paramount Pictures elődjét.
1916-ig rendezés mellett és helyett gyártással foglalkozik, később pedig részt vett a hangos- és színes film készítésével foglalkozó kísérletekben. 1929-ben, a nagy tőzsdekrach után teljesen elszegényedett és teljes ismeretlenségben halt meg.